# Dicliptera hastilis
Dicliptera hastilis är en akantusväxtart som beskrevs av Raymond Benoist. Dicliptera hastilis ingår i släktet Dicliptera och familjen akantusväxter. Inga underarter finns listade i Catalogue of Life.